# Hallaxa decorata
Hallaxa decorata is een slakkensoort uit de familie van de Actinocyclidae. De wetenschappelijke naam van de soort is voor het eerst geldig gepubliceerd in 1877 door Bergh.